# 上野可南子
上野 可南子（うえの かなこ、1989年11月28日 - ）は、元子役、ジュニアアイドル、タレント。神奈川県出身。

## 来歴
2001年の1年間、テレビ東京で放送された「おはスタ」でおはキッズとしてレギュラー出演、その他にも、1997年1月31日にフジテレビの2時間ドラマである「金曜エンタテイメント」枠で放送された「寿司、食いねェ! 4 〜冬の京都・出張握で夫婦大ピンチ!!江戸前寿司は離婚の危機を救えるか!?」などにテレビドラマのゲスト出演の経歴があった。
また、バラエティ番組の2008年12月13日の放送分に、日めくりタイムトラベル（NHK BS2）には平成組として出演していた。